# Jean Jolivet
Jean Jolivet (Saint-Cloud, 9 gennaio 1925 – Rueil-Malmaison, 8 marzo 2018) è stato un filosofo francese.

## Biografia
Jean Jolivet ha studiato al Lycée Florent Schmitt a St. Cloud, poi al Lycée Louis-le-Grand di Parigi, è entrato l'École Normale Supérieure nel 1945.
Jolivet è uno studioso di filosofia medievale e direttore onorario dell'École pratique des hautes études di Parigi. È co-direttore della collezione "Études de philosophie médiévale" (la collezione comprende studi sui pensatori medievali, le dottrine e le questioni filosofiche e teologiche), fondata da Étienne Gilson, per la Librairie philosophique J. Vrin. Jolivet è stato un mentore influente, e un collaboratore di Mews Constant, in particolare nello studio di Pietro Abelardo.

## Pubblicazioni principali
Le principali pubblicazioni di Jean Jolivet sono:
- Le siècle de saint Bernard et Abélard, Fayard, 1982
- La Théologie d'Abélard, Editions du Cerf, 1997
- La Théologie et les arabes, Editions du Cerf, 2002
- Perspectives médiévales et arabes, Vrin, 2006